# Johann Friederich Wever
Johann Friederich Wever (8. marts 1699 – 9. maj 1759 i København) var en dansk handelsmand.
Han kom, vistnok på foranledning af sin slægtning Michael Fabritius, til København og oprettede sammen med denne o. 1740 firmaet Wever og Fabritius, der drev en stor veksel- og kommissionsforretning, og som hørte til et af sin tids mest ansete handelshuse i Danmark. Tillige var Wever knyttet til de fleste større oversøiske handelsforetagender. Fra 1740 nævnes han som hovedparticipant i Asiatisk Kompagni og fik 1743 sammen med Fabritius titel af agent. 1746 blev han meddirektør for det kongelige vestindisk-guineiske Kompagni og købte 1754 dets plads og bygninger. Endvidere blev han 1747 meddirektør for det samme år oprettede almindelige handelskompagni, der 1750 overtog den grønlandske handel, 1752 meddirektør af Asiatisk Kompagni og 1755 tillige for det samme år oprettede Kongelige afrikanske Kompagni og beklædte disse to stillinger til sin død. 1754 udnævntes han til etatsråd og blev beskikket til overformynder, ligesom han i sine sidste leveår var, meddirektør af Det Kongelige Opfostringshus. Desuden var han medlem af kommissionen til opførelsen af Frederiks tyske Kirke på Christianshavn.
Johann Wever havde 19. januar 1748 ægtet sin 1746 afdøde kompagnon Michael Fabritius' enke Anna Maria f. Køster (17. november 1705 i Frankfurt am Main – 18. marts 1775), Dame de l'union parfaite; hun blev gift 3. gang, 8. december 1763, med dansk generalmajor Jean Baptiste Descarriéres de Longueville (1699 – 27. januar 1766).